# Charles Dantzig
Charles Dantzig es un escritor francés nacido en Tarbes el 7 de octubre de 1961.

## Cursos
Una vez terminado el bachillerato, con apenas diecisiete años, prefiere empezar estudios de Derecho, en lugar de seguir la tradición familiar o la vía de preparación para ingreso en la Escuela Normal Superior, a la que había sido admitido. Alcanza el grado de Doctor en Derecho en Toulouse. Una vez terminados sus estudios, Dantzig decide instalarse en París.
Pocos años después, con solo veintiocho, publica un ensayo sobre Remy de Gourmont (Remy de Gourmont, Cher Vieux Daim !, Le Rocher, 1990), al que sigue su primera colección de poesía, Le chauffeur est toujours seul, inmediatamente bien recibido por la crítica.

## Escritor y editor
Se dedica a la edición en la editorial Belles Lettres, donde crea y dirige tres colecciones: «Brique», de literatura contemporánea, «Eux & nous», en la que escritores franceses hablan sobre autores de la antigüedad clásica, y «Trésors de la nouvelle», de título bastante evocador. Publica la primera  traducción al francés de una colección de poemas de Francis Scott Fitzgerald, Mille et un navires, y traduce su obra de teatro Un légume. Es asimismo el traductor de la primera edición francesa de las crónicas de Oscar Wilde, Aristote à l'heure du thé. Charles Dantzig publica también las obras completas de Marcel Schwob (Œuvres, Les Belles Lettres).
Sus primeros ensayos se publican en la editorial Belles Lettres; entre otros Il n'y a pas d'Indochine, en 1995, et La Guerre du cliché, en 1998 ; así como sus colecciones de poesía: Que le siècle commence, en 1996 (premio Paul Verlaine), Ce qui se passe vraiment dans les toiles de Jouy, en 1999, À quoi servent les avions ?, en 2001, donde, antes de los atentados del  11 de septiembre, imagina la destrucción de las torres gemelas. Más adelante escribe a este respecto: «Algunas personas me han dicho: así es la fuerza misteriosa de la poesía, que presiente los acontecimientos. No estoy muy seguro. […] La poesía razona más que presiente. Su resultado, como toda la literatura y hasta una obra de arte, es pensamiento. Pero en lugar de obtenerlo poniendo en marcha la especulación, lo consigue mediante las imágenes, con las exigencias de ritmo y ocasionalmente de prosodia». («Abandoné muy pronto la carrera de poeta».) En 2003 se publica una selección de su obra poética con el título En souvenir des long-courriers. Ese mismo año, Charles Dantzig publicó su Bestiaire, un libro de poemas de animales.
De 2006 a 2008, Charles Dantzig firma el epílogo de todas las reseñas del Magazine Littéraire, ofreciendo así al lector fiel su parecer de eterno iconoclasta literario sobre temas que van de «la francofonía» a «los escritores y el psicoanálisis». 
En octubre de 2010, gana el Grand Prix Jean Giono por el conjunto de su obra, como antes que él lo ganaran autores como Pascal Quignard o JMG Le Clézio.

## Las novelas
Su primera novela, Confitures de crimes (donde hace referencia a un verso de H.J.-M. Levet : Le soleil se couche en des confitures de crimes), se publica en Belles Lettres en 1993. Es la historia de un poeta que llega a Presidente de la República. Y ¿qué es lo que hace ese poeta una vez elegido? Declara una guerra. Es la primera manifestación de Dantzig en la ficción de su pasión por la literatura y de su ironía frente a las posturas y las comedias. Su segunda novela, Nos vies hâtives, se publica en Grasset en 2001 y se ve recompensada con el premio Jean Freustié y el  Roger Nimier. La tercera (Un film d'amour) llega en 2003. Es una novela coral  hábilmente estructurada, se supone que transcribe un documental de televisión sobre un joven cineasta desaparecido, Birbillaz. «Este libro, inteligente desde la primera hasta la última línea, y que al principio parece una fantasía formalista para comprenderse luego que apunta a una especie de totalidad, como todos los grandes libros, cuando está ya a medio camino el tema anunciado, la plancha del retrato de Birbillaz, y pasa a su hermano, su igual y contrario, al modo de los personajes de Stevenson: fracasado, amargado, podrido, que dice que no y que no hasta la obstinación, hasta el dolor,  que no al amor, al talento, a la creación, al bien, a la belleza. Un no que lanza a voces a la cara de los hombres, hasta la entrada del infierno —y sin duda alguna más allá—». (Jacques Drillon, Le Nouvel Observateur, 16 de octubre de 2003). Su cuarta novela (Je m'appelle François) se publica en 2007, de nuevo en Grasset. Se inspira en un suceso real, la vida de  Christophe Rocancourt, que Dantzig transforma y transfigura para inventarle un destino. En agosto de 2011 publica otra novela, Dans un avión pour Caracas.

## Los ensayos
En 2005, publica su Dictionnaire égoïste de la littérature française, ganador entre otros del premio Décembre, del premio de Ensayo de la Academia Francesa y del Gran Premio de las Lectoras de la revista Elle; en él expone su visión estética de la literatura, ilustrándola con numerosos comentarios estilísticos. El éxito de crítica y de público, no solo en Francia sino también en el extranjero, lo convierte en el acontecimiento literario del año.
Publica en enero de 2009, también en Grasset, una nueva suma y un nuevo éxito, la Encyclopédie capricieuse du tout et du rien, escrita en forma de listas. Fue recibida elogiosamente por la crítica y llegó primera plana en el diario Le Monde con un dibujo de Plantu. En mayo de 2009, obtiene por unanimidad con este libro el premio Duménil 2009.
En octubre de 2010, Charles Dantzig publica un ensayo sobre la lectura, Pourquoi lire?. La crítica lo recibe con elogios y obtiene el Grand Prix Giono y un importante éxito de público.

## Los poemas
En enero de 2010, Charles Dantzig publicó simultáneamente en la colección azul de Grasset un nuevo libro de poemas, Les nageurs así como una antología de poemas suyos completada con algunos inéditos y ensayos sobre poesía, La Diva aux longs cils; la selección de poemas es de Patrick McGuinness (St. Anne's College, Oxford). A ellos vino a añadirse una nueva edición de Je m'appelle François, en libro de bolsillo, y una reedición en «Les Cahiers Rouges» de sus traducciones de Oscar Wilde y de Francis Scott Fitzgerald. Les nageurs y La Diva aux longs cils fueron objeto de una presentación especial en la Maison française d'Oxford, en 2010.

## Las artes
Charles Dantzig no se limita al libro, se interesa también por otras formas de arte, tales como las artes plásticas. Colabora en revistas de arte y de estética en las que se ha visto que trabajaba con pintores como Philippe Cognée o Antonio Seguí. Abrió la serie del «Petit pan de mur jaune» del museo del Louvre, en 2007, hablando ante un cuadro de Van Dyck, Carlos Ludovico y Ruperto, príncipes palatinos. Es comisario adjunto de la exposición de apertura del Centro Pompidou-Metz, «Chefs-d'œuvre ?». El espacio Charles Dantzig se interroga sobre la noción de obra maestra en literatura.